# La visión tras el sermón
La visión tras el sermón, también llamado La lucha de Jacob con el ángel, es un cuadro del pintor francés Paul Gauguin. Está realizado en óleo sobre lienzo. Mide 73 cm de alto y 92 cm de ancho. Fue pintado en 1888. Se encuentra en la National Gallery of Scotland, Edimburgo, Reino Unido.
Considerada como una de las primeras obras del estilo simbolista, corriente en la que empieza a trabajar el artista desde su traslado a la Bretaña francesa en 1886. Fue pintado para una iglesia de la zona pero el párroco la rechazó.
Esta obra la pintó el autor durante una segunda estancia en Pont-Aven (Bretaña), obra en la que pretende representar, según él mismo señala la «simplicidad rústica y supersticiosa». Es una obra característica de la escuela de Pont-Aven.
En primer plano vemos una serie de mujeres bretonas con sus características cofias (coiffes) sobre sus cabezas, que vuelven del sermón y se sorprenden emocionadas por lo que sucede en la escena del fondo. En ésta aparece Jacob luchando con el ángel escena bíblica del Antiguo Testamento. 
La visión tras el sermón contiene los elementos esenciales de la poética de Gauguin. El simbolismo y el sentido de esta pintura no tiene una explicación directa y la interpretación queda abierta al observador, como si se tratase de un gran misterio místico. Las mujeres que vuelven del sermón, ¿Descubren sorprendidas una escena tan real como extraña? ¿O es una escena imaginada?, si es imaginada, ¿Es consecuencia psicológica por lo oído durante el sermón? Los personajes del fondo pertenecen al Antiguo Testamento, son Jacob y el ángel, en plena lucha, un episodio bíblico tan cargado de simbolismo como la propia pintura de Paul Gauguin. 
Se nota la influencia de las estampas japonesas, muy en boga en Europa a fines del siglo XIX, donde se podía ver los dibujos del gran maestro japonés Hokusai. En las estampas japonesas solían representarse luchadores de sumo, pero estos personajes del relato bíblico son transportados por Gauguin al folclore bretón, entonces Jacob y el ángel luchan un arte marcial llamado "Gouran", tradicional de la provincia de Bretaña. La influencia de la estampa japonesa se evidencia asimismo en la rama del manzano. Este árbol, situado en diagonal, separa el grupo de las mujeres, la esfera de la realidad, de aquella que posiblemente pertenezca a la imaginación.
Paul Gauguin rehúsa manejar la perspectiva, por lo que consigue un efecto de figuras planas. Los colores también han experimentado un cambio importante, son colores puros, sin mezclar, que reafirman el efecto de la planitud. El contorno de las figuras empieza a estar muy delimitado, siguiendo un estilo típico de estos momentos llamado Cloisonnisme, inspirado en la realización de plomos y de vitrales, rellenando esos contornos negros o muy oscuros, con colores muy vivos.
Paul Gauguin está orgulloso de esta pintura y sobre todo de las figuras, ''muy rústicas y supersticiosas'', como él mismo escribe a Vincent van Gogh.